# ラプソディ・イン・ブルー (バラ)

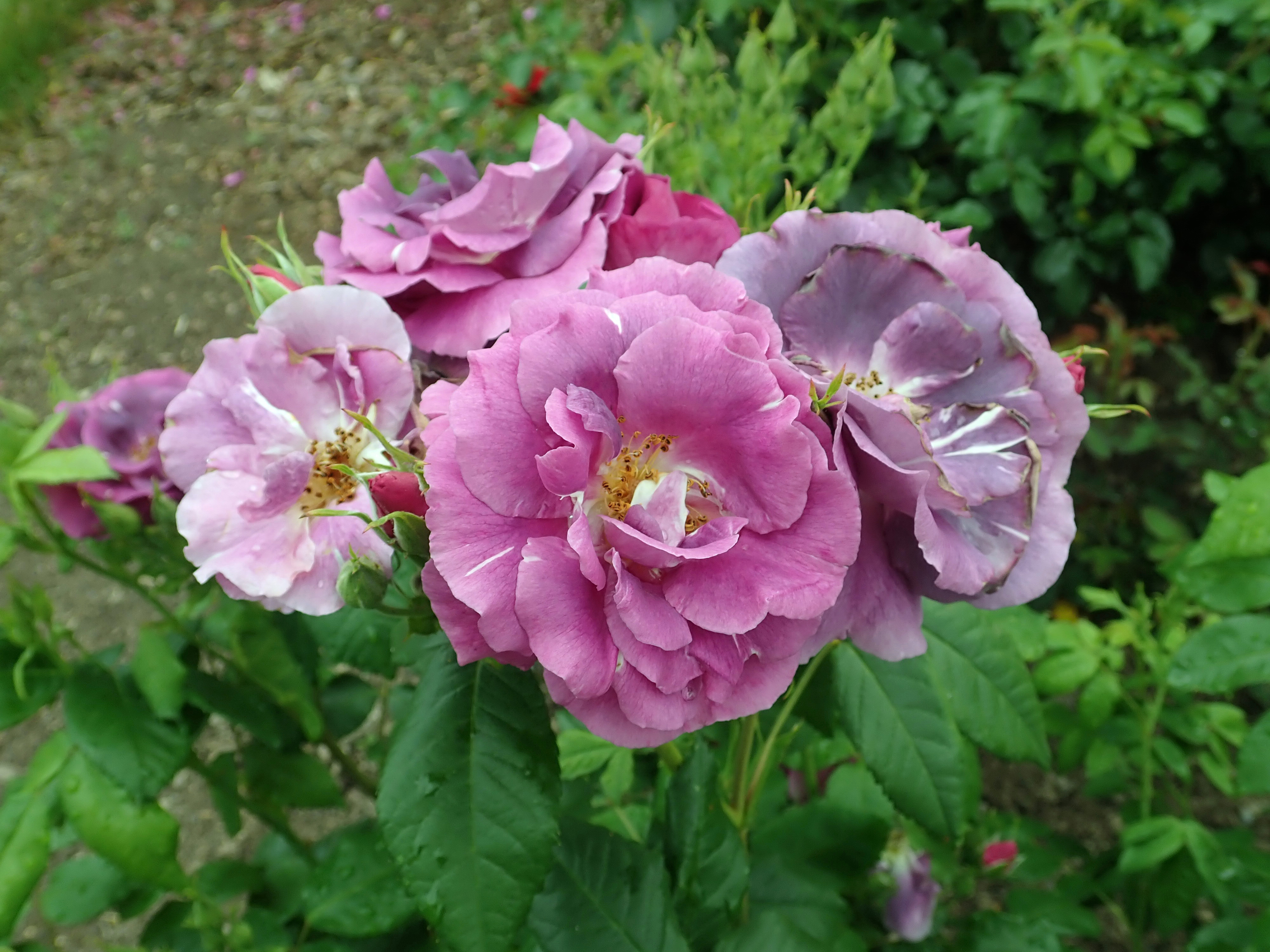
ラプソディ・イン・ブルー

ラプソディ・イン・ブルーは、バラの園芸品種の1つ。2000年にイギリスで、フランク・コウリショウ (Frank R.Cowlishaw) によって作出された
。
交配親は、Summer Wine×(International Herlad Tribune×(Blue Moon×Motezuma)×(ヴィアロケア×Montezuma))。花は青みの強い赤紫色で、作出当時は花色の斬新さで世界を驚かせた。四季咲きまたは返り咲きのバラで、八重咲き、花径は約6-8cm、花にはスパイス系の強い芳香がある。花色は寒冷地になるほど深く現れる。咲き進むとともに、赤紫色から灰色がかった青紫へ変化する。花付きはとてもよいが、花もちは悪く数日で散る。樹形はシュラブタイプだが直立気味になる。耐病性はやや強いが耐暑性が弱く、高温期になると生育が止まったり、新芽の萎縮、落葉、枝枯れが発生する。そのため、地植えであれば西日を避けること、鉢植えであれば高温期には半日陰へ移動させることが推奨されている。黒点病にはやや弱い。樹勢が強く、シュートの発生は多い。本品種を親にして、スイート・セレナーデ、ミステリューズ (ドリュ社)、ソニャドール、ブルース・ハープ、プリンセス・シヴィル・ドゥ・ルクセンブルク (オラール社)、マジェンタ・スカイ、パープル・スプラッシュといった交配種が作られている。